# Der alte Herrgott

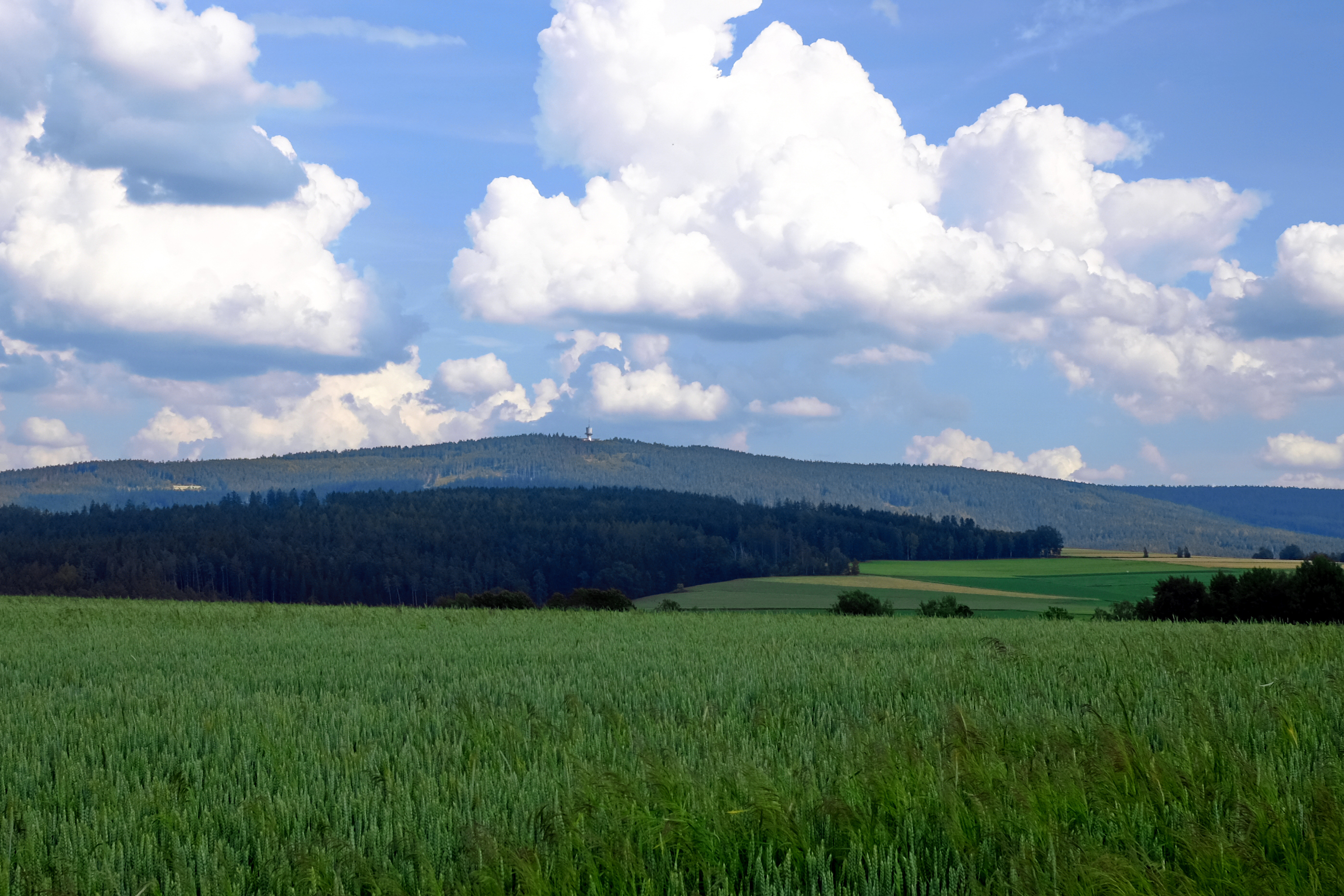
Der Berg Tillen an der deutsch-tschechischen Grenze.

Der alte Herrgott ist eine Sage aus dem deutsch-tschechischen Grenzgebiet und dem Egerland im Westen Tschechiens.

## Handlung
Einst verirrte sich ein Ritter im Tillenwald bei Neumugl (Nové Mohelno) und musste die Nacht im Moos des Waldes verbringen. In der Nacht träumte ihm,  seine Burg würde brennen und er vernahm die Schreie von Frauen und Kindern. Als er erwachte, versuchte er in der Dunkelheit weiterzugehen, doch vergeblich, und so betete er für Hilfe. Da erschien ein Hirsch vor ihm, auf dessen Geweih blaue Flammen brannten. Mit seinem Pferd folgte der Ritter dem Hirsch, der ihn zum Waldrand brachte und dort verschwand. Bald darauf erreichte der Ritter seine Burg und fand sie und alle Leute dort wohlbehalten vor. 
Am nächsten Tag sandte der Ritter seinen Knappen aus, um sein Hifthorn zu suchen, dass er vergessen hatte, als der Hirsch erschienen war. Sein Knecht fand es wieder und der Ritter ließ an der Stelle eine Kapelle und ein Holzkruzifix errichten. Nach dem Verfall der Kapelle wurde das Kreuz an einen Baum gehängt und bekam den Namen 'Alter Herrgott'.

## Rezeption
Die Sage findet sich in mehreren Werken zur sudetendeutschen / west-tschechischen Sagenwelt.
Thilde Hopper-Hoyer listet sie in ihrer Sagensammlung Egerländer Sagenkranz auf, die sie 1958 veröffentlichte, als Erinnerung an ihre verlorene Heimat des Egerlandes; aus der sie 1945/1946 vertrieben worden war.

## Hintergrund
Rund um den Tillenberg ranken sich zahlreiche Sagen, die in verschiedenen Werke zu bayrischen und egerländer Sagen eingeflossen sind. Eine Sammlung, die sich speziell dem Tillenberg widmt, ist Hans Sommerts (Pseudonym: Ernst Freimut) Werk Der Tillenberg: ein Sagenschatz aus dem Egerlande (1904), später veröffentlicht als Tillenwunder: ein Sagenkranz aus dem Egerlande (1924).